# Dacryopinax lowyi
Dacryopinax lowyi är en svampart som beskrevs av S. Sierra & Cifuentes 2005. Dacryopinax lowyi ingår i släktet Dacryopinax och familjen Dacrymycetaceae.   Inga underarter finns listade i Catalogue of Life.